# Place du Pérou
La place du Pérou est une voie publique du 8e arrondissement et plus précisément du quartier de l’Europe (32e quartier de Paris).

## Situation et accès
La place du Pérou est située au croisement de l’avenue de Messine et du boulevard Haussmann.
Le quartier est desservi par les lignes 9 et 13 à la station Miromesnil.

## Origine du nom
Elle porte le nom du pays d'Amérique du Sud, le Pérou.

## Historique
La place est créée et prend sa dénomination en 1958 au carrefour des rues de Courcelles, de Monceau et Rembrandt,.
Par arrêté municipal du 20 mai 2005, la dénomination place du Pérou est attribuée au carrefour de l’avenue de Messine et du boulevard Haussmann. Cinq ans plus tard, son emplacement initial prend le nom de « place Gérard-Oury » par arrêté municipal de septembre 2010.
Au carrefour entre l'avenue de Messine et le boulevard Haussmann (place du Pérou), une statue en bronze de William Shakespeare, « au chef mélancoliquement incliné et qui laissait traîner son manteau sur le socle », due au sculpteur Paul Fournier, fut érigée en 1888 aux frais de William Knighton, ressortissant britannique qui habitait l'immeuble d'angle situé au 134, boulevard Haussmann. Elle fut fondue pendant la Seconde Guerre mondiale et ne fut pas remplacée. Le souvenir en a été conservé par la papeterie À Shakespeare, située au 109, boulevard Haussmann, à l'angle de la rue d'Argenson.